# 65001 Teodorescu
65001 Teodorescu è un asteroide della fascia principale. Scoperto nel 2002, presenta un'orbita caratterizzata da un semiasse maggiore pari a 3,1240695 UA e da un'eccentricità di 0,1968026, inclinata di 3,46117° rispetto all'eclittica.
L'asteroide è dedicato ad Ana Maria Teodorescu, moglie di Fabrizio Bernardi, uno degli scopritori.